# Fluidostatica
La fluidostatica (o idrostatica o statica dei fluidi) è una branca della meccanica dei fluidi che studia i fluidi in stato di quiete, cioè ogni corpo continuo per cui sia valida la legge di Pascal con velocità media costante nel tempo e vettorialmente omogenea nello spazio.

## Pressione

Sezione triangolare di un prisma di fluido sul quale agiscono le pressioni del fluido circostante.

La pressione non ha caratteristiche direzionali; essa è una funzione scalare del punto che si considera all'interno del fluido e non dipende dall'orientazione della superficie su cui è misurata. A dimostrazione di questa tesi vi è il principio di solidificazione: si immagini un elemento di fluido separato dal resto da una superficie indeformabile (ad esempio un prisma a sezione triangolare); si supponga che il prisma sia in quiete sotto l'azione delle forze di pressione, ciascuna ortogonale alla superficie e costante. Tale condizione richiede l'equilibrio lungo gli assi perciò valgono le seguenti relazioni:
{\textstyle {\begin{cases}F_{c}=p_{c}ch=F_{a}\cos(\theta )=p_{a}ah\cos(\theta )\\F_{b}=p_{b}bh=F_{a}\sin(\theta )=p_{a}ah\sin(\theta )\end{cases}}}
Essendo {\displaystyle c=a\cos(\theta )} e {\displaystyle b=a\sin(\theta )} si verifica che {\displaystyle p_{a}=p_{b}=p_{c}}, indipendentemente dal valore delle aree e dell'angolo.

## Equilibrio statico
In fisica, un fluido in quiete si definisce in equilibrio statico se tutti gli elementi hanno accelerazione e velocità nulla in un sistema di riferimento inerziale: le forze devono pertanto avere risultante uguale a zero. Siccome sull'elemento {\displaystyle \Delta m} di fluido agiscono forze di pressione {\displaystyle F_{p}} e forze di volume {\displaystyle F_{v}}, deve valere la seguente relazione {\displaystyle F_{p}+F_{v}=0} su tutti gli assi.

### Forze di pressione
Considero un cubetto di fluido di volume {\displaystyle \Delta V}, con spigolo {\displaystyle \Delta }. La risultante delle forze di pressione lungo ciascun asse vale:
{\displaystyle p(x)\Delta S+{\Big [}-p(x+\Delta x){\Big ]}\Delta S={\Biggl [}p(x)-{\Big (}p(x)+{\frac {\partial p}{\partial x}}\Delta x{\Big )}{\Biggl ]}\Delta S=-{\frac {\partial p}{\partial x}}\Delta x\Delta S=-{\frac {\partial p}{\partial x}}\Delta V}
{\displaystyle p(y)\Delta S+{\Big [}-p(y+\Delta y){\Big ]}\Delta S={\Biggl [}p(y)-{\Big (}p(y)+{\frac {\partial p}{\partial y}}\Delta y{\Big )}{\Biggl ]}\Delta S=-{\frac {\partial p}{\partial y}}\Delta y\Delta S=-{\frac {\partial p}{\partial y}}\Delta V}
{\displaystyle p(z)\Delta S+{\Big [}-p(z+\Delta z){\Big ]}\Delta S={\Biggl [}p(z)-{\Big (}p(z)+{\frac {\partial p}{\partial z}}\Delta z{\Big )}{\Biggl ]}\Delta S=-{\frac {\partial p}{\partial z}}\Delta z\Delta S=-{\frac {\partial p}{\partial z}}\Delta V}
Questo può essere riassunto in unica espressione, ovvero considerando la forza vettorialmente come somma delle componenti sugli assi: {\displaystyle F_{p}=-\nabla p\Delta V}.

### Forze di volume
Ricordando la seconda legge della dinamica, la risultante delle forze di volume vale: {\displaystyle F_{v}=\Delta m\cdot a=\rho \Delta V\cdot a}.

### Considerazioni finali

#### Equazione globale
L'equazione fondamentale dell'idrostatica esprime la conservazione della quantità di moto globale in un volume finito in cui sia valida la legge di Pascal, quindi ammette la discontinuità integrabile degli integrandi densità, accelerazione esterna e gradiente di pressione. Per ottenere tale espressione basta osservare i risultati ottenuti in precedenza e sostituirli nell'espressione generalizzata {\displaystyle F_{p}+F_{v}=0}.
{\textstyle {\begin{cases}F_{v}+F_{p}=0\\F_{p}=-\nabla p\Delta V\\F_{v}=\rho \Delta V\cdot a\end{cases}}}
Da questo si ricava: {\displaystyle -\nabla p+a\rho =0}. Questa equazione viene definita globale e stabilisce che la risultante delle forze di volume di un fluido statico è uguale ed opposta alla spinta che agisce sulla superficie che lo delimita, logicamente dall'esterno verso l'interno. Da essa deriva la legge di Archimede.
In caso di forza di volume conservative è possibile fare un'ulteriore studio di questa espressione. Sapendo che {\displaystyle F_{v}=\Delta m\cdot a=-\nabla E_{p}=-\nabla \Phi \cdot \Delta m}, si ottiene: {\displaystyle \nabla p+\rho \nabla \Phi =0}, dove {\displaystyle \Phi } è energia potenziale per unità di massa.

#### Equazione locale
La legge di Stevino è un'applicazione della condizione di equilibrio statico con forze di volume conservative: essa, infatti, considera l'azione del campo gravitazionale su un fluido. Seguono le considerazioni numeriche:
{\displaystyle \nabla p+\rho \nabla \Phi =0}
{\displaystyle \nabla p+\rho g=0}
{\displaystyle {\frac {\partial p}{\partial h}}=-\rho g}
{\displaystyle \int _{p_{1}}^{p_{2}}dp=-\int _{h_{1}}^{h_{2}}\rho gdh=\int _{h_{2}}^{h_{1}}\rho gdh}
Quest'ultima espressione viene chiamata forma locale ed è valida nei punti di continuità degli integrandi densità, accelerazione esterna e gradiente di pressione, e può essere ricavata dalla legge di Pascal e dalla conservazione della quantità di moto locale. Se densità e accelerazione di gravità sono omogenei nel dominio, l'equazione si traduce in:
{\displaystyle \Delta p=\rho g\Delta h}
Nel caso in cui solo {\displaystyle g} sia costante non si può più trattare il fluido come incompressibile; sapendo che la massa si conserva  {\displaystyle m=\rho _{0}V_{0}=\rho V} e che il modulo di compressibilità vale {\displaystyle K=-V{\frac {\partial p}{\partial V}}}, seguono considerazioni matematiche:
{\displaystyle K=-V_{0}{\frac {\Delta p}{\Delta V}}}
{\displaystyle \Delta V=-{\frac {V_{0}}{K}}\Delta p}
{\displaystyle V=V_{0}{\Big (}1-{\frac {p-p_{0}}{K}}{\Big )}}, questa espressione posso sostituirla nella condizione di conservazione della massa;
{\displaystyle m=\rho _{0}V_{0}=\rho V=\rho V_{0}{\Big (}1-{\frac {p-p_{0}}{K}}{\Big )}}
{\displaystyle \rho =-{\frac {\rho _{0}}{1-{\frac {p-p_{0}}{K}}}}}
Trovata l'espressione della densità al variare della pressione si può calcolare l'integrale della forma locale:
{\displaystyle {\frac {dp}{dh}}=-{\frac {\rho _{0}}{1-{\frac {p-p_{0}}{K}}}}g}
{\displaystyle \int _{p}^{p_{0}}{\Big (}1-{\frac {p-p_{0}}{K}}{\Big )}dp=-\int _{h_{1}}^{h_{2}}\rho _{0}gdh=\int _{h_{2}}^{h_{1}}\rho _{0}gdh}
{\displaystyle p-p_{0}-{\frac {1}{2K}}(p-p_{0})^{2}=\rho _{0}g\Delta h}

## Legge di Pascal
Il principio di Pascal o legge di Pascal è una legge della meccanica dei fluidi che stabilisce che, quando avviene un aumento della pressione in un punto di un fluido confinato, tale aumento viene trasmesso anche ad ogni punto del fluido all'interno del contenitore con la stessa intensità ma in direzione sempre perpendicolare alla parete del contenitore sulla quale il fluido esercita la pressione.

## Principio di Archimede
In un fluido in equilibrio sotto l'azione della forza di gravità si isoli idealmente un volume finito di fluido {\displaystyle \Delta V}. La risultante delle forze di pressione esercitate dal resto del fluido sulla parte isolata è uguale ed opposta alla forza peso della stessa. Tale principio è noto come "principio di Archimede".

## Equilibrio non inerziale

### Fluido in moto rettilineo uniformemente accelerato
Si consideri un fluido (in particolare un liquido) in un recipiente uniformemente accelerato. Ciascun elemento di liquido descrive una traiettoria rettilinea e quindi è sottoposto a una forza parallela alla traiettoria stessa pari a {\displaystyle \Delta m\cdot a_{t}}. Per comprendere il fenomeno si fa riferimento al sistema concorde con il liquido accelerato, per il quale il liquido è in equilibrio statico sotto l'azione delle forze di volume, {\displaystyle \Delta m\cdot g} e {\displaystyle \Delta m\cdot a_{t}}, e delle forze di pressione dovute agli elementi di liquido circostanti.
Stabilite le condizioni a contorno è possibile ottenere le seguenti considerazioni matematiche:
{\textstyle {\begin{cases}F_{v}+F_{p}=0\\F_{p}=-\nabla p\Delta V\\F_{v}=\Delta m\cdot g-\Delta m\cdot a_{t}\end{cases}}}
Inoltre si suppone che le forze di volume in gioco siano conservative, quindi si ottiene:
{\textstyle {\begin{cases}F_{v}+F_{p}=0\\F_{p}=-\nabla p\Delta V\\F_{v}=-\nabla E_{p}=-\nabla {\Big (}\Delta m\cdot gh+\Delta m\cdot a_{t}x{\Big )}\end{cases}}}
Concludendo, da questo sistema è possibile ricavare la condizione di equilibrio statico di un fluido in rotazione: {\displaystyle \nabla {\Big (}p+\rho gh+\rho a_{t}x{\Big )}=0}, ovvero che {\displaystyle p+\rho gh+\rho a_{t}x=cost}. Per trovare l'equazione delle superfici isobare e quindi isopotenziali è necessario considerare costante la pressione lungo di esse; facendo così si ottiene {\displaystyle h=-{\frac {a_{t}}{g}}x+h_{0}}. Il termine {\displaystyle h_{0}} indica l'altezza massima del liquido in trascinamento e per trovare il suo valore si deve uguagliare il volume iniziale (liquido statico non in moto) al volume del liquido in trascinamento. Supponendo che il contenitore sia cubico con spigolo {\displaystyle l} si ottiene:
{\displaystyle l^{2}d=\int _{0}^{l}l^{2}h(x)dx}
{\displaystyle l^{2}d=\int _{0}^{l}l^{2}(-{\frac {a_{t}}{g}}x+h_{0})dx}
{\displaystyle l^{2}d=l^{2}{\Big (}-{\frac {a_{t}}{2g}}l^{2}+h_{0}l{\Big )}}
{\displaystyle h_{0}={\frac {d+{\frac {a_{t}}{2g}}l^{2}}{l}}={\frac {d}{l}}+{\frac {a_{t}}{2g}}l}, dove {\displaystyle d} è il livello del liquido statico all'interno del contenitore cubico di spigolo {\displaystyle l}.
Riassumendo, l'equazione delle superfici isobare e isopotenziali di un fluido in trascinamento con accelerazione costante è la seguente:
{\displaystyle h={\frac {a_{t}(l-2x)}{2g}}+{\frac {d}{l}}}

### Fluido in rotazione
Si consideri un fluido (in particolare un liquido) in un recipiente cilindrico posto in rotazione rispetto all'asse del cilindro (velocità angolare {\displaystyle \omega } costante). Ciascun elemento di liquido descrive un'orbita circolare e quindi è sottoposto a una forza radiale, diretta verso l'asse di rotazione, pari a {\displaystyle \Delta m\cdot \omega ^{2}r}, dove {\displaystyle r} è la distanza dell'elemento di massa {\displaystyle \Delta m} dalla asse di rotazione. Per comprendere il fenomeno si fa riferimento al sistema concorde con il liquido in rotazione, per il quale il liquido è in equilibrio statico sotto l'azione delle forze di volume, {\displaystyle \Delta m\cdot g} e {\displaystyle \Delta m\cdot \omega ^{2}r}, e delle forze di pressione dovute agli elementi di liquido circostanti.
Stabilite le condizioni a contorno è possibile ottenere le seguenti considerazioni matematiche:
{\textstyle {\begin{cases}F_{v}+F_{p}=0\\F_{p}=-\nabla p\Delta V\\F_{v}=\Delta m\cdot g-\Delta m\cdot \omega ^{2}r\end{cases}}}
Inoltre si suppone che le forze di volume in gioco siano conservative, quindi si ottiene:
{\textstyle {\begin{cases}F_{v}+F_{p}=0\\F_{p}=-\nabla p\Delta V\\F_{v}=-\nabla E_{p}=-\nabla {\Big (}\Delta m\cdot gh-{\frac {1}{2}}\Delta m\cdot \omega ^{2}r^{2}{\Big )}\end{cases}}}
Concludendo, da questo sistema è possibile ricavare la condizione di equilibrio statico di un fluido in rotazione: {\displaystyle \nabla {\Big (}p+\rho gh-{\frac {1}{2}}\rho \omega ^{2}r^{2}{\Big )}=0}, ovvero che {\displaystyle p+\rho gh-{\frac {1}{2}}\rho \omega ^{2}r^{2}=cost}. Per trovare l'equazione delle superfici isobare e quindi isopotenziali è necessario considerare costante la pressione lungo di esse; facendo così si ottiene {\displaystyle h={\frac {\omega ^{2}r^{2}}{2g}}+h_{0}}. Il termine {\displaystyle h_{0}} indica il minimo della parabola individuata sezionando il liquido in rotazione e per trovare il suo valore si deve uguagliare il volume iniziale (liquido statico non in moto) al volume del liquido rotazionale:
{\displaystyle \pi R^{2}d=\int _{0}^{R}2\pi r\cdot z(r)dr}
{\displaystyle \pi R^{2}d=\int _{0}^{R}2\pi r{\Big (}{\frac {\omega ^{2}r^{2}}{2g}}+h_{0}{\Big )}dr}
{\displaystyle h_{0}=d-{\frac {\omega ^{2}R^{2}}{4g}}}, dove {\displaystyle d} è il livello del liquido statico all'interno del cilindro e {\displaystyle R} è il raggio del cilindro.
Riassumendo, l'equazione delle superfici isobare e isopotenziali all'interno di un fluido in rotazione a velocità angolare costante è la seguente:
{\displaystyle h=d+{\frac {\omega ^{2}(2r^{2}-R^{2})}{4g}}}

## Fenomeni di superficie

### Tensione superficiale
In fisica la tensione superficiale di un fluido è la tensione meccanica di coesione delle particelle sulla sua superficie esterna. Si possono proporre per studiare l'effetto della tensione sulla forma del menisco fluido e di una goccia dei modelli matematici presi dalla teoria dei gusci e dalla scienza delle costruzioni di volta architettonica. Corrisponde microscopicamente alla densità superficiale di energia di legame sull'interfaccia tra un corpo continuo e un materiale di un'altra natura, ad esempio un solido, un liquido o un gas. Non è quindi assimilabile dimensionalmente ad uno sforzo interno (che è dimensionalmente una forza per unità di superficie): nel Sistema internazionale si misura infatti in newton su metro (N/m).
Dal punto di vista termodinamico può essere definita come il lavoro necessario per aumentare la superficie del continuo di una quantità unitaria.

### Capillarità
La capillarità è l'insieme di fenomeni dovuti alle interazioni fra le molecole di un liquido e un solido sulla loro superficie di separazione. Le forze in gioco che si manifestano in tale fenomeno sono la coesione, l'adesione e la tensione superficiale.

## Termodinamica
Il primo principio della termodinamica declinato nell'idrostatica si traduce in una conduzione-convezione statica senza sorgente termica:
{\displaystyle S=\int _{V}{\bar {\bar {\sigma }}}:{\bar {\bar {0}}}-\rho \langle {\bar {v}}\rangle \cdot {\bar {0}}\operatorname {d} r^{3}=0}
quindi:
{\displaystyle {\frac {\partial U(T)}{\partial t}}+I(T)=0}
ovvero, esplicitando i due termini:
{\displaystyle {\frac {\partial }{\partial t}}\int _{V}\rho \varsigma _{v}T\operatorname {d} r^{3}+\oint _{\partial V}\rho \varsigma _{v}\left(\langle {\bar {v}}\rangle T-{\bar {\bar {d}}}_{T}\cdot \nabla T\right)\cdot {\operatorname {d} {\bar {r}}^{2}}}
e applicando il teorema della divergenza:
{\displaystyle {\frac {\partial }{\partial t}}\int _{V}\rho \varsigma _{v}T\operatorname {d} r^{3}+\int _{V}\nabla \left(\rho \varsigma _{v}\right)\cdot \left(\langle {\bar {v}}\rangle T-{\bar {\bar {d}}}_{T}\cdot \nabla T\right)+\rho \varsigma _{v}\nabla \cdot \left(\langle {\bar {v}}\rangle T-{\bar {\bar {d}}}_{T}\cdot \nabla T\right)\operatorname {d} r^{3}}
ovvero applicando la regola di Leibniz:
{\displaystyle \int _{V}{\frac {\partial (\rho \varsigma _{v})}{\partial t}}T+\rho \varsigma _{v}{\frac {\partial T}{\partial t}}+\nabla \left(\rho \varsigma _{v}\right)\cdot \langle {\bar {v}}\rangle T-\nabla \left(\rho \varsigma _{v}\right)\cdot {\bar {\bar {d}}}_{T}\cdot \nabla T+\rho \varsigma _{v}\nabla \cdot (\langle {\bar {v}}\rangle T)-\rho \varsigma _{v}\nabla \cdot ({\bar {\bar {d}}}_{T}\cdot \nabla T)\operatorname {d} r^{3}}
e infine, considerando la conservazione della massa:
{\displaystyle \int _{V}\rho \varsigma _{v}{\frac {\partial T}{\partial t}}-\rho \varsigma _{v}{\bar {\bar {d}}}_{T}:\nabla ^{2}T+\left(\rho \varsigma _{v}\langle {\bar {v}}\rangle -\nabla \cdot (\rho \varsigma _{v}{\bar {\bar {d}}}_{T})\right)\cdot \nabla T+\rho \left({\frac {\partial (\varsigma _{v})}{\partial t}}+\langle {\bar {v}}\rangle \cdot \nabla (\varsigma _{v})\right)T\operatorname {d} r^{3}=0}
che nei punti di continuità di tutte le grandezze coinvolte nell'integrando diventa l'equazione di reazione-trasporto-diffusione omogenea:
{\displaystyle {\frac {\partial T}{\partial t}}-{\bar {\bar {d}}}_{T}:\nabla ^{2}T+{\bar {c}}_{T}\cdot \nabla T+f_{T}T=0}
dove:
- {\displaystyle {\bar {\bar {d}}}_{T}} è il tensore di diffusività termica (generica, non solo idrostatica)

- {\displaystyle {\bar {c}}_{T}=\left(\langle {\bar {v}}\rangle -{\frac {\nabla \cdot (\rho \varsigma _{v}{\bar {\bar {d}}}_{T})}{\rho \varsigma _{v}}}\right)} è il vettore di trasporto termico (generico, non solo idrostatico)

- {\displaystyle f_{T}=\left({\frac {1}{\varsigma }}_{v}{\frac {\partial (\varsigma _{v})}{\partial t}}+{\frac {\langle {\bar {v}}\rangle }{\varsigma _{v}}}\cdot \nabla (\varsigma _{v})\right)} è la reattività termica idrostatica, più semplice che nel caso generale.

## Esempi

### Fluido incomprimibile a riposo in un campo gravitazionale uniforme
Notazione: nell'esempio che segue, si orienterà l'asse spaziale secondo quello dell'accelerazione esterna gravitazionale (in senso verticale verso il basso: z cresce man mano che si scende).
Essendo il fluido incomprimibile, esso trasmette integralmente gli sforzi. La pressione, ad una profondità z, risulta quindi dalla pressione p0 che esercita l'aria in superficie, e dal peso p della colonna d'acqua al di sopra della membrana.
Supponiamo che la membrana sia orizzontale ed orientata verso l'alto, e che la sua area sia S.
La colonna d'acqua situata al di sopra ha volume S·z, quindi massa ρ·S·z se ρ è la densità dell'acqua.
Il peso dell'acqua è quindi:
{\displaystyle p=\rho \cdot g\cdot (S\cdot z)}
dove g è l'accelerazione di gravità, e la membrana è dunque sottoposta ad una forza F
{\displaystyle F=p_{0}\cdot S+\rho \cdot g\cdot (S\cdot z)}
{\displaystyle p={\frac {F}{S}}=p_{0}+\rho \cdot g\cdot z}
È questa variazione della pressione in funzione della profondità (Legge di Stevino) che crea la spinta di Archimede.
Quando si considerano grandi variazioni di altitudine, non si può più considerare il campo di gravità come costante, g dipende dunque da z.
E siccome il fluido è un gas, non lo si può più considerare come incomprimibile, perciò ρ dipende da z; ma il fenomeno è sensibile solo per variazioni di pressione significative, ed essendo piccolo ρ nel caso di un gas, in questo caso interviene solo variazioni di z abbastanza grandi.
Localmente, per piccole variazioni dz di z, si può ancora scrivere:
{\displaystyle p(z+dz)=p(z)+\rho (z)\cdot g(z)\cdot dz}
È necessario quindi integrare tale equazione:
{\displaystyle p(Z)=p(z_{0})+\int _{0}^{z_{0}}\rho (z)\cdot g(z)\cdot dz}
se si conosce la legge del gas, per esempio se si tratta di un gas perfetto, allora per una data massa m di gas, si può ricavare il volume V alla pressione p, e quindi la massa volumica ρ alla pressione p:
{\displaystyle \rho =\rho _{0}\cdot {\frac {p}{p_{0}}}}
se ρ0 e p0 sono valori ad un'altitudine z0 di riferimento.
Nel caso dell'atmosfera, bisogna inoltre tenere conto della variazione di temperatura e di composizione con la quota.

### Spinta su una superficie piana
Consideriamo una superficie S che giace su un piano inclinato di un angolo α sull'orizzontale; su questa superficie agisce la pressione di un liquido con un peso specifico γ, a questo compete un piano dei carichi idrostatici. Le spinte esercitate dal liquido su ogni infinitesimo elemento della superficie piana valgono:
{\displaystyle dF=p\cdot n\cdot dA=\gamma \cdot h\cdot n\cdot dA}
Essendo tutte queste forze infinitesime parallele tra loro ammettono la possibilità di essere integrate ed avranno una spinta totale S che sarà direttamente normale alla superficie, che vale:
{\displaystyle F=\int _{A}^{}p\,dA=\int _{A}^{}\gamma h\,dA}
La retta che interseca il piano dei carichi idrostatici col piano della superficie viene detta retta di sponda.
{\displaystyle \int _{A}^{}\gamma h\,dA=\int _{A}^{}\gamma x\sin \alpha \,dA=\gamma x_{0}A\sin \alpha =\gamma h_{0}A}
{\displaystyle F=\gamma h_{0}A=p_{0}A}
In altre parole la spinta su una generica superficie piana è una forza normale diretta alla superficie stessa con un modulo pari al prodotto della pressione {\displaystyle p_{0}} nel suo baricentro per l'area della superficie.
È possibile ricavare:
{\displaystyle F=\gamma h_{0}A=\gamma x_{0}A\sin \alpha =\gamma M\sin \alpha }
Dove M è il momento meccanico di A rispetto alla linea di sponda.
Per poter calcolare il punto d'applicazione della spinta, cioè il centro di spinta, dobbiamo considerare due assi cartesiani, quello x coincide con una retta di massima pendenza del piano dove giace la superficie, e quello y coincidente con la retta di sponda.
Le coordinate {\displaystyle x'} ed {\displaystyle y'} del centro di spinta rispetto al sistema di riferimento considerato sopra, si possono ricavare uguagliando i momenti delle risultanti attraverso gli integrali dei momenti delle spinte elementari. Poiché le forze sono parallele, l'equilibrio sarà dato da:
{\displaystyle F\cdot x'=\int _{A}^{}px\,dA=\int _{A}^{}\gamma hx\,dA=\gamma \sin \alpha \int _{A}^{}x^{2}\,dA}
{\displaystyle F\cdot y'=\int _{A}^{}py\,dA=\int _{A}^{}\gamma hy\,dA=\gamma \sin \alpha \int _{A}^{}xy\,dA}
Se consideriamo i due momenti di inerzia:
- I : momento d'inerzia della superficie A rispetto alla linea di sponda
- Ixy : momento centrifugo della superficie A rispetto agli assi x ed y

Possiamo scrivere:
{\displaystyle x'={I \over M}}
{\displaystyle y'={I_{xy} \over M}}
Queste ultime formule ci mostrano:
- y' si annulla nel caso in cui l'asse x fosse di simmetria rispetto alla superficie A; in altre parole nel caso la superficie ammettesse una asse di simmetria coincidente con una linea di massima pendenza, allora il centro di spinta sarebbe qui;
- Le coordinate del centro di spinta sono indipendenti dall'inclinazione della superficie α, difatti rimane inalterata se la superficie ruota attorno alla linea di sponda;
- Il baricentro è sempre più vicino dalla linea di sponda, rispetto al centro di spinta; per dimostrare questo, se consideriamo I0 il momento d'inerzia della superficie rispetto al baricentro, parallelo alla retta di sponda, avremo:

{\displaystyle I=I_{0}+Ax_{1}^{2}}
{\displaystyle x_{0}={I_{0} \over M}+x_{1}>x_{1}}

#### Applicazioni

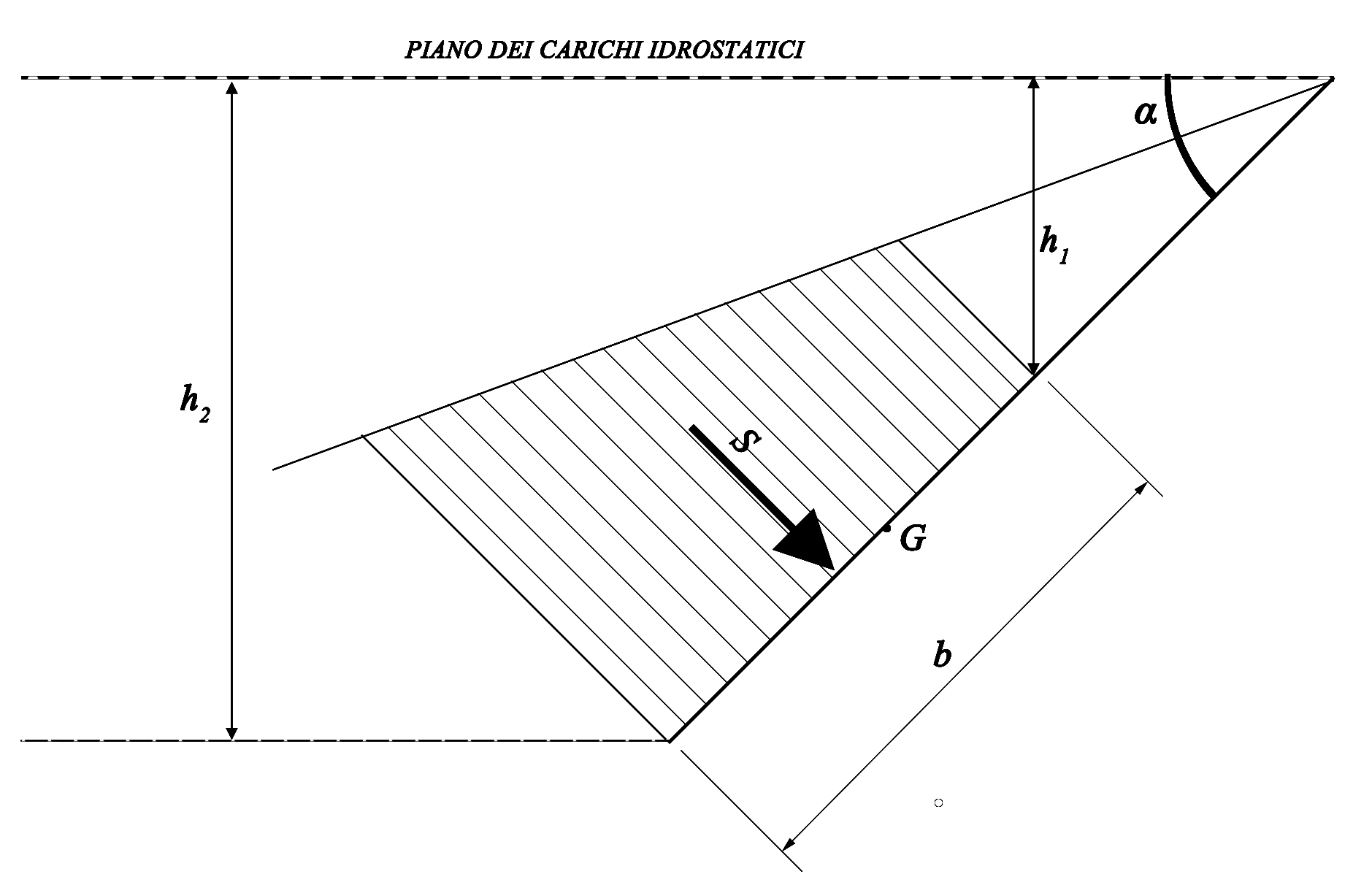
Spinta su una superficie inclinata

Se consideriamo una superficie rettangolare con due lati orizzontali di lunghezza L, indicando con x una coordinata sulla linea di massima pendenza della superficie, il modulo della spinta lo possiamo scrivere come:
{\displaystyle F=L\int _{z_{1}}^{z_{2}}p\,dz}
Dove integrando rappresentiamo l'area del diagramma delle pressione lungo una delle linee di massima pendenza. Integrando:
{\displaystyle F={\gamma L \over 2\sin \alpha }(z_{2}^{2}-z_{1}^{2})}
dove:
- α indica l'angolo tra il piano della superficie con l'orizzontale
- hz1 ed z2 sono gli affondamenti dei lati orizzontali che sono sotto il piano dei carichi idrostatici.

Nel caso che il lato superiore del rettangolo è sul piano dei carichi idrostatici, cioè nel caso in cui h1 sia uguale a 0:
{\displaystyle F={\gamma Lh_{2}^{2} \over 2\sin \alpha }={\frac {1}{2}}\gamma Lb^{2}\sin {\alpha }}
Per calcolare quindi il punto di applicazione della spinta:
{\displaystyle x_{0}={\frac {b}{6}}}
{\displaystyle x_{1}+x_{0}={\frac {2}{3}}b}

### Spinta su superfici curve
A differenza delle superfici piane, nel caso di superfici curve le spinte sui punti infinitesimi non sempre sono parallele tra di loro. La loro somma non è in generale riconducibile ad un'unica forza, ma a due forze una verticale ed una orizzontale. Si prende una terna cartesiana con due assi su un piano orizzontale, x ed y, ed un terzo verticale z; la spinta in ogni punto infinitesimo sarà:
{\displaystyle dF=p\mathbf {n} dS}
Scomponendolo nelle tre direzioni avremo:
{\displaystyle dF_{x}=p\cos {\hat {nx}}dS}
{\displaystyle dF_{y}=p\cos {\hat {ny}}dS}
{\displaystyle dF_{z}=p\cos {\hat {nz}}dS}
Dove {\displaystyle \cos {\hat {nx}},\cos {\hat {ny}}e\cos {\hat {nz}}} sono le proiezioni di dSx, dSy e dSz dell'infinitesima area dS sui tre piani che hanno per normale gli assi x, y e z. Possiamo anche scriverli come:
{\displaystyle dF_{x}=pdS_{x}}
{\displaystyle dF_{y}=pdS_{y}}
{\displaystyle dF_{z}=pdS_{z}}
Se sommiamo tutte le componenti elementari dell'intera superficie:
{\displaystyle F_{x}=\int _{S_{x}}^{}p\,dS_{x}=\gamma h_{x}S_{x}}
{\displaystyle F_{y}=\int _{S_{y}}^{}p\,dS_{y}=\gamma h_{y}S_{y}}
{\displaystyle F_{z}=\int _{S_{z}}^{}p\,dS_{z}=\gamma W}
Che ci dice:
- Le componenti Fx ed Fy sono uguali a quelle agenti sulle superfici piane verticali, Sx e Sy; che sono le proiezioni della superficie curva sui piani xz ed yz aventi per normali gli assi x ed y;
- Fz è il peso del volume W del fluido, limitata dai piani dei carichi idrostatici e dalla superficie curva.

La forza verticale sarà data dal modulo:
{\displaystyle F_{v}=F_{z}}
Possiamo comporre le due forse Fx ed Fy grazie al teorema di Pitagora, per trovare la forza orizzontale.
{\displaystyle F_{0}={\sqrt {F_{x}^{2}+F_{y}^{2}}}}
La spinta totale può essere ricondotta al semplice calcolo di due spinte su superfici piane e determinando il peso di un volume del fluido. Nel caso in cui la superficie curva avesse una linea di contorno contenuta in un piano, la spinta esercitata su di essa sarà individuata applicando l'equazione globale dell'equilibrio statico al volume in esame.